# Фотовольтаїка

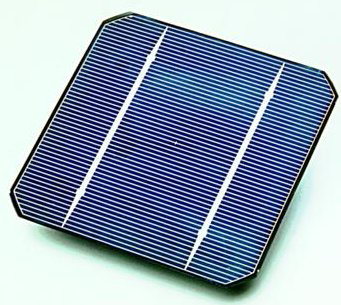
Типовий сонячний елемент з полікристалічного кремнію з якого виготовлялись цілі серії сонячних панелей. Електричні контакти, виготовлені із шин (більші смужки сріблястого кольору) та відгалуження (менші), надруковані на кремнієвій пластині.

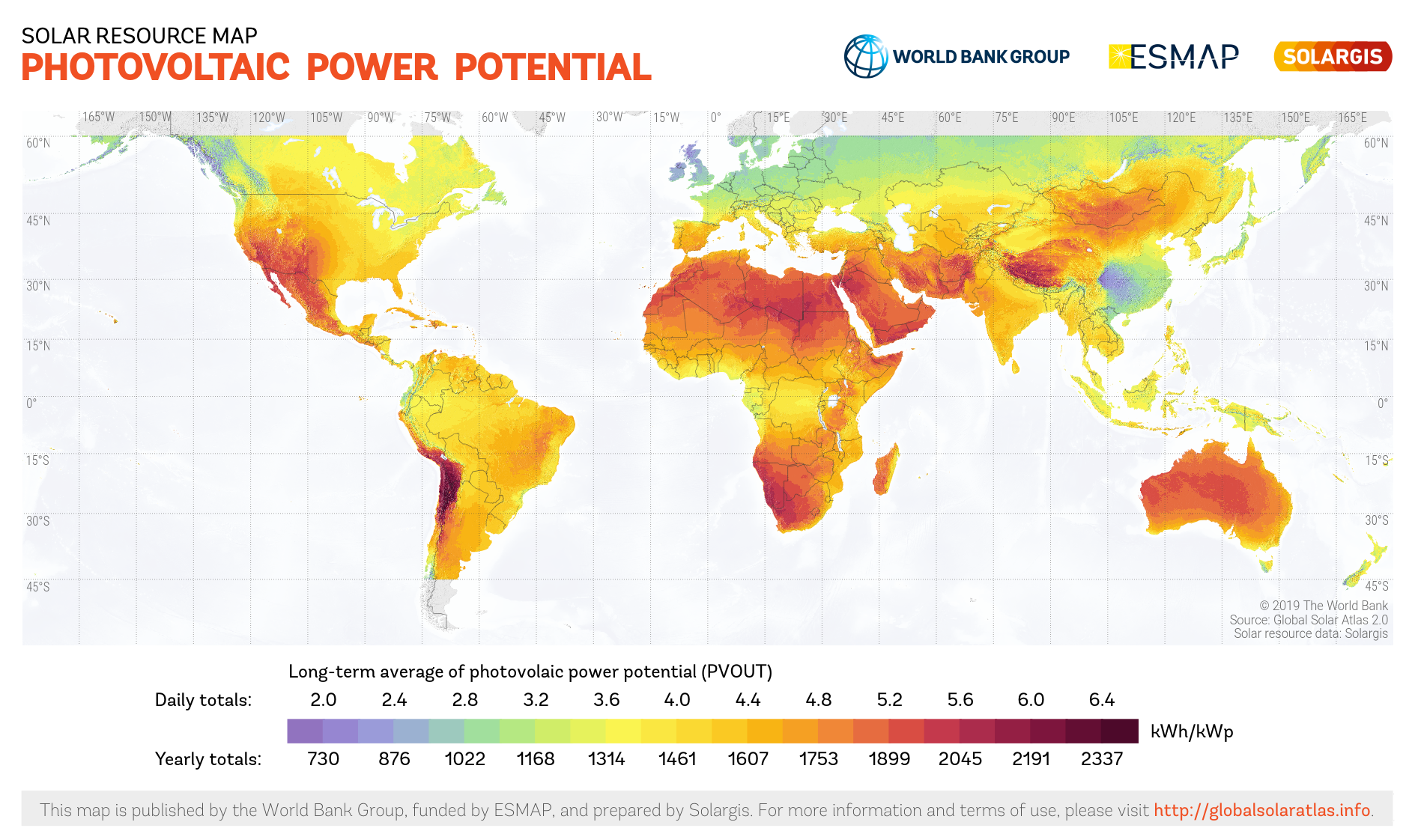
Мапа фотоелектричного потенціалу оцінює, скільки кіловатгодин електроенергії можна виробити з окремих модулів c-Si потужністю 1 кВт, оптимально нахилених до екватора. Вислідне довгострокове середнє значення (денне або щорічне) розраховується на основі даних про погоду часового проміжку якнайменше за останні 10 років. Карта оприлюднена Світовим банком і надана компанією Solargis.

Фотовольтаїка — це наука, яка досліджує перетворення світла в електрику, відповідно, перетворення енергії фотона в електричний струм. Іншими словами, це означає метод генерації електроенергії шляхом перетворення енергії сонячного випромінення на постійний електричний струм з використанням напівпровідникових матеріалів,
які проявляють фотоелектричний ефект. Фотоелектрична система використовує панелі сонячних батарей, які складаються із множини сонячних елементів для отримання корисної сонячної електроенергії. Виробництво електроенергії за допомогою сонячних батарей досить давно розглядається як екологічно чиста стала  енергетична технологія, яка основана на використанні найбільш доступного і багатого джерела відновлюваної енергії планети – енергії Сонця. Пряме перетворення сонячного світла на електроенергію, відбувається без будь-яких рухомих механізмів чи викидів у довколишнє середовище під час експлуатації батареї. Ця технологія добре зарекомендувала себе, у вигляді фотоелектричних систем, які використовуються вже понад п'ятдесят років в спеціалізованих галузях, а приєднані до електричної мережі фотоелектричні системи, застосовуються вже понад 20 років.
З подальшими досягненнями в галузі технологій і збільшення обсягів виробництва і його вдосконалення, вартість сонячних батарей постійно знижувалася з часу коли були виготовлені перші сонячні елементи, що зробило електроенергію, здобуту таким чином, не менш економічно ефективною ніж енергію здобуту традиційними джерелами електроенергії у досить багатьох географічних регіонах. Система чистого вимірювання та фінансових стимулів, таких як пільгові зелені тарифи для сонячної електроенергії, посприяли використанню сонячних фотоелектричних установок в багатьох країнах. З урахуванням сучасних технологій, енергія, яка витрачається на виробництво фотоелектричних елементів окупається за 1.5 (в Південній Європі) - 2.5 роки (в Північній Європі).